# Digitally Imported
Digitally Imported (DI) är ett webbradioföretag med runt 60 kanaler som sänder elektronisk dansmusik inom genrerna trance, techno, house, hardcore techno, drum and bass och undergenrer till dessa.
Digitally Imported grundades 1999 av Ari Shohat som ett hobbyprojekt. Det var en av de första webbradiosändarna och har växt till en av de främsta inom elektronisk dansmusik. Genom systerföretaget Sky.fm sänds andra musikgenrer, som rock, pop och jazz.